# بروميد الزركونيوم الرباعي
 بروميد الزركونيوم الرباعي (أو رباعي بروميد الزركونيوم) مركب كيميائي له الصيغة ZrBr4، ويكون على شكل مسحوق بلوري أبيض باهت.

## التحضير
يحضر بروميد الزركونيوم الرباعي من التفاعل المباشر لغاز البروم مع مسحوق الزركونيوم:
Zr + 2Br2 → ZrBr4
ينقى الناتج عن طريق التسامي.

## الخواص
- يتفاعل بروميد الرزكونيوم الرباعي مع الماء عند التماس معه في تفاعل حلمهة، كما يتفاعل أيضاً مع الهواء الرطب، ليعطي مركبات أكسي بروميد الزركونيوم المختلفة، مع انطلاق لغاز بروميد الهيدروجين.
- في الشكل الصلب يكون بروميد الرزكونيوم الرباعي على شكل سلسلة بوليميرية من مراكز ZrBr6 ثمانية السطوح، بحيث يكون الشكل النهائي على هيئة مكعب مرصوص يشغل ربع الفجوات، أما في الطور الغازي فإن ZrBr4 له بنية رباعية السطوح.[3]
- يعطي تفاعل بروميد الزركونيوم الرباعي مع أميد البوتاسيوم في الأمونياك السائل ثلاثة نواتج، وهي إيميد الزركونيوم Zr(NH)2، وأمونوزركونات أحادي البوتاسيوم (Zr(NH)(NK، وأمونوزركونات ثنائي البوتاسيوم Zr(NK)2,2NH3 في الوسط الناتج.[4]

## الاستخدامات
- تمكن فريق بحث من استخدام بروميد الزركونيوم الرباعي في تحضير بلورات نانوية من أكسيد الزركونيوم الرباعي (الزركونيا) رباعية السطوح. استخدمت تقنية الصل-جل للتفاعل بين إيزوبروبوكسيد الزركونيوم الرباعي وبروميد أو كلوريد الزركونيوم الرباعي عند درجة حرارة تصل إلى 340°س للحصول على بلورات من الزركونيا يصل بعدها إلى 4 نانومتر.[5]